# Mervyn Stegers
Mervyn Keith Maria (Mervyn) Stegers (* 4. Mai 1951 in Fareham) ist ein niederländischer Politiker. Von 2018 bis 2020 war er Regierungskommissar der Insel Sint Eustatius. Von 2001 bis 2016 war er Bürgermeister der niederländischen Gemeinde Tubbergen. Er ist Mitglied der christlich-demokratischen Partei der Niederlande (CDA).
Stegers hat sowohl die niederländische wie die britische Staatsangehörigkeit. Sein Vater war  Niederländer, seine Mutter war Britin. Die ersten Jahre seines Lebens hat er in England verbracht. Später ist die Familie nach Den Helder umgezogen, wo er dann weiter aufwuchs. 
Ehe Stegers durch Königlichem Beschluss zum Bürgermeister von Tubbergen ernannt wurde, war er Beigeordneter der Gemeinde Den Helder. Von 1988 bis 1996 war er Rechtsanwalt. Davor war er Lehrer an einer Handelsschule in Den Helder. 
Mervyn Stegers ist verheiratet und hat eine Tochter und zwei Söhne.